# Краснолісся
Краснолі́сся (до 1945 року — Тавє́ль, крим. Tavel) — село в Україні, у Сімферопольському районі Автономної Республіки Крим. Підпорядковане Добрівській сільській раді.
Відстань від райцентру до населеного пункта становить 15 кілометрів по прямій.
Розташоване на відстані 5 км на південь від села Мамут-Султан (Добре), За даними сільдади на 2009 рік, площа села — 170 га, населення — 1277 осіб, кількість дворів — 332.

Історія села сягає вглиб XVII ст., коли виникло поселення Даг-Ель, у перекладі з кримськотатарської мови dağ — лісовий, yel — вітер.